# Jean Bourgain

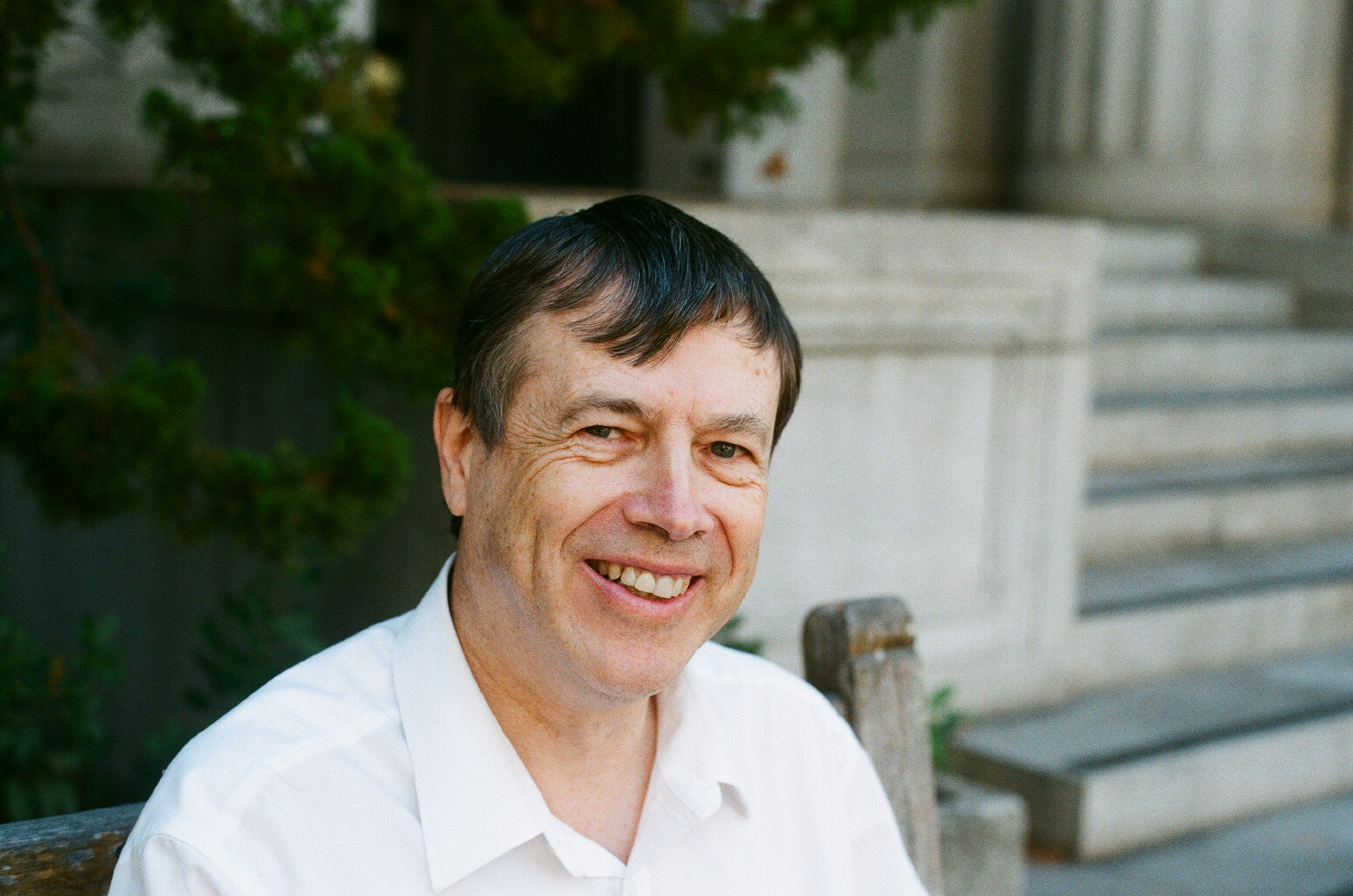
Jean Bourgain (2012)

Jean Baron Bourgain (* 28. Februar 1954 in Ostende; † 22. Dezember 2018 in Bonheiden) war ein belgischer Mathematiker.

## Leben
Bourgain promovierte mit einem Forschungsstipendium (1977 bei Freddy Delbaen) und habilitierte sich (1979) an der Vrije Universiteit Brussel, wo er 1981 auch Professor für Mathematik wurde. Von 1985 bis 2006 war er Professor an der University of Illinois at Urbana-Champaign und gleichzeitig (von 1985 bis 1995) Professor am Institut des Hautes Études Scientifiques in Bures-sur-Yvette in Frankreich. Ab 1994 war er eines der acht ständigen Mitglieder der angesehenen School of Mathematics des Institute for Advanced Study in Princeton.

## Leistungen
Bourgain hat mehr als 300 wissenschaftliche Arbeiten zu vielen Gebieten der Analysis, der Geometrie der Banachräume, der harmonischen Analysis, der analytischen Zahlentheorie, der Kombinatorik, der Ergodentheorie und über nichtlineare partielle Differentialgleichungen (wie die periodische nichtlineare Schrödingergleichung) veröffentlicht. In ihnen entwickelte er eine Reihe neuer Techniken und zeigte überraschende Beziehungen zwischen verschiedenen Gebieten, die die weitere Entwicklung der Analysis geprägt haben. Er bewies die Eindeutigkeit der Lösungen für das Anfangswertproblem der Korteweg-de-Vries-Gleichung. Bourgain initiierte 1986 das Ribe-Programm in der Funktionalanalysis (nach Martin Ribe) mit einer Arbeit über superreflexive Räume.
2015 bewies er mit Larry Guth und Ciprian Demeter die Hauptvermutung in Vinogradovs Mittelwertsatz.
Eine von ihm 1986 aufgestellte Schnittvermutung (slicing conjecture) wurde im Rahmen der Verbesserungen zur KLS-Vermutung (die die Vermutung von Bourgain zur Folge hat) mit Hilfe der Methode der stochastischen Lokalisierung von Ronen Eldan in den 2010er Jahren einer Lösung erheblich nähergebracht (siehe den Artikel zu Ronen Eldan).

## Ehrungen
Für seine Leistungen wurde Bourgain vielfach ausgezeichnet. 1983 erhielt er den Salem Prize, 1985 den belgischen Damry-Deleeuw-Bourlart Preis. 1990 wurde er von der Académie des Sciences mit dem Elie-Cartan-Preis geehrt, 1991 wurde ihm der Ostrowski-Preis verliehen. 1994 wurde ihm schließlich als bedeutendste Auszeichnung die Fields-Medaille überreicht. Im Jahre 2010 erhielt er den Shaw Prize für Mathematik und 2012 den Crafoord-Preis. 2016 wurde Bourgain mit dem Internationalen Antonio-Feltrinelli-Preis ausgezeichnet. Für 2017 wurde ihm der Breakthrough Prize in Mathematics zugesprochen, für 2018 erhielt er den Leroy P. Steele Prize for Lifetime Achievement.
1983 war er Invited Speaker auf dem Internationalen Mathematikerkongress in Warschau (New Banach space properties of certain spaces of analytic functions) und 1986 in Berkeley (Geometry of Banach spaces and harmonic analysis). 1994 hielt er einen Plenarvortrag auf dem ICM in Zürich: Harmonic analysis and nonlinear partial differential equations, 2008 einen Plenarvortrag auf dem Europäischen Mathematikerkongress in Amsterdam (New Developments in arithmetic combinatorics).
Bourgain war unter anderem Mitglied der Königlichen Flämischen Akademie von Belgien für Wissenschaften und Künste, seit dem Jahr 2000 assoziiertes Mitglied der französischen Akademie der Wissenschaften und auswärtiges Mitglied der Polnischen Akademie der Wissenschaften, seit 2008 auswärtiges Mitglied der Academia Europaea und seit 2011 der National Academy of Sciences. Er war Ehrendoktor der Hebräischen Universität Jerusalem, der Universität Marne-La-Vallée und der Vrije Universiteit Brussel.

## Schriften

### Bücher
- Green’s function estimates for lattice Schrödinger operators and applications. Princeton University Press, 2005.
- New Classes of {\displaystyle L_{p}}-Spaces. Springer 1981.
- Global solution of nonlinear Schrödinger equations. Springer, 1999.
- Herausgeber mit Sergiu Klainerman, Carlos Kenig: Mathematical aspects of nonlinear dispersive equations. Princeton University Press, 2007.

### Arbeiten (Auswahl)
- New Banach space properties of the disc algebra and {\displaystyle H^{\infty }}. Acta Math. 152 (1984), no. 1–2, 1–48.
- The metrical interpretation of superreflexivity in Banach spaces. Israel J. Math. 56 (1986), no. 2, 222230.
- Mit Vitali Milman: New volume ratio properties for convex symmetric bodies in {\displaystyle \mathbb {R} ^{n}}. Invent. Math. 88 (1987), no. 2, 319–340.
- Bounded orthogonal systems and the {\displaystyle \Lambda (p)}-set problem. Acta Math. 162 (1989), no. 3–4, 227–245.
- Pointwise ergodic theorems for arithmetic sets. With an appendix by the author, Harry Furstenberg, Yitzhak Katznelson and Donald S. Ornstein. Inst. Hautes Études Sci. Publ. Math. No. 69 (1989), 5–45.
- Fourier transform restriction phenomena for certain lattice subsets and applications to nonlinear evolution equations. I. Schrödinger equations. Geom. Funct. Anal. 3 (1993), no. 2, 107–156. II. The KdV-equation. Geom. Funct. Anal. 3 (1993), no. 3, 209–262.
- Quasi-periodic solutions of Hamiltonian perturbations of 2D linear Schrödinger equations. Ann. of Math. (2) 148 (1998), no. 2, 363–439.
- On the dimension of Kakeya sets and related maximal inequalities. Geom. Funct. Anal. 9 (1999), no. 2, 256–282.
- Global wellposedness of defocusing critical nonlinear Schrödinger equation in the radial case. J. Amer. Math. Soc. 12 (1999), no. 1, 145–171.
- Mit Michael Goldstein, Wilhelm Schlag: Anderson localization for Schrödinger operators on {\displaystyle \mathbb {Z} ^{2}} with quasi-periodic potential. Acta Math. 188 (2002), no. 1, 41–86.
- Mit Nets Katz, Terence Tao: A sum-product estimate in finite fields, and applications. Geom. Funct. Anal. 14 (2004), no. 1, 27–57.
- Mit Haïm Brezis: New estimates for elliptic equations and Hodge type systems. J. Eur. Math. Soc. (JEMS) 9 (2007), no. 2, 277–315.
- Mit Alex Gamburd: Uniform expansion bounds for Cayley graphs of {\displaystyle SL_{2}(F_{p})}. Ann. of Math. (2) 167 (2008), no. 2, 625–642.
- Mit Alex Gamburd, Peter Sarnak: Affine linear sieve, expanders, and sum-product. Invent. Math. 179 (2010), no. 3, 559–644.
- Mit Alex Kantorovich: On the local-global conjecture for integral Apollonian gaskets. With an appendix by Péter P. Varjú. Invent. Math. 196 (2014), no. 3, 589–650.
- Mit Dong Li: Strong ill-posedness of the incompressible Euler equation in borderline Sobolev spaces. Invent. Math. 201 (2015), no. 1, 97–157.
- mit Ciprian Demeter und Larry Guth: Proof of the main conjecture in Vinogradovs mean value theorem for degrees higher than three. Ann. of Math. (2) 184 (2016), no. 2, 633–682.

## Nachweise
1. ↑  Décès du mathématicien Jean Bourgain. In: lalibre.be. La Libre Belgique, 29. Dezember 2018, abgerufen am 10. März 2024 (französisch).
2. ↑  J. Bourgain, C. Demeter, Guth: Proof of the main conjecture in Vinogradov’s mean value theorem for degrees higher than three. Arxiv 2015, erscheint in Annals of Mathematics.
3. ↑  Membership – Foreign Member. In: kvab.be. Koninklijke Vlaamse Academie van België voor Wetenschappen en Kunsten, abgerufen am 10. März 2024 (englisch).

| Personendaten    | Personendaten           |
| ---------------- | ----------------------- |
| NAME             | Bourgain, Jean          |
| ALTERNATIVNAMEN  | Baron Bourgain, Jean    |
| KURZBESCHREIBUNG | belgischer Mathematiker |
| GEBURTSDATUM     | 28. Februar 1954        |
| GEBURTSORT       | Ostende                 |
| STERBEDATUM      | 22. Dezember 2018       |
| STERBEORT        | Bonheiden               |